# Hrabjo
Hrabjo (biał. Граб’ё; ros. Грабьё, Grabjo; pol. hist. Hrabie) – wieś na Białorusi, w obwodzie homelskim, w rejonie oktiabrskim, w sielsowiecie Łomowicze, przy drodze republikańskiej R34.

## Historia
W XIX i w początkach XX w. położone były w Rosji, w guberni mińskiej, w powiecie bobrujskim. Po I wojnie światowej pod administracją polską, w Zarządzie Cywilnym Ziem Wschodnich, w okręgu mińskim, w powiecie bobrujskim. W wyniku postanowień traktatu ryskiego znalazły się w granicach Związku Sowieckiego. Od 1991 w niepodległej Białorusi.